# Alur (B), Aland
Alur (B) là một làng thuộc tehsil Aland, huyện Gulbarga, bang Karnataka, Ấn Độ.